# 한국가사문학관
2000년 11월 개관한 한국가사문학관은 가사문학의 전승·보전과 현대적 계승과 발전을 목적으로 설립했다. 담양군에서 운영을 담당하고 있다.

## 같이 보기
- 가사 (문학)